# Leandra candelabrum
Leandra candelabrum là một loài thực vật có hoa trong họ Mua. Loài này được (J.F. Macbr.) Wurdack mô tả khoa học đầu tiên năm 1982.